# Simon Kitson
Simon Kitson est un historien britannique, spécialiste du régime de Pétain. Son livre Vichy et la chasse aux espions nazis est consacré au contre-espionnage en France sous Vichy et a été traduit en anglais sous le titre The Hunt for Nazi Spies. 
Il a été chercheur associé à l'Institut d'histoire du temps présent et à l'Université de Fribourg-en-Brisgau. Il est actuellement directeur des recherches à l'University of London Institute in Paris (ULIP).
Il est correspondant britannique de Vingtième siècle – Revue d'histoire.

## Publications
- (en) The Marseille Police in their context from Popular Front to Liberation (thèse), University of Sussex, 1995.
- avec Hanna Diamond : (en) Vichy, Resistance, Liberation. Essays in honour of Rod Kedward, Oxford, Berg, 2005, 207 p. (ISBN 1-85973-772-2).
- Vichy et la chasse aux espions nazis : 1940-1942, complexités de la politique de collaboration, Paris, Autrement, 2005, 268 p. (ISBN 2-7467-0588-5)[1],[2].
- (en) The Hunt for Nazi Spies : fighting espionage in Vichy France, Chicago, University of Chicago Press, 2008, 218 p. (ISBN 978-0-226-43893-1)[3].
- (en) Police and Politics in Marseille, 1936-1945, Leyde, Brill, 2014, 307 p. (ISBN 9789004248359).